# 第四 (小惑星)
第四（だいし、21014 Daishi）は小惑星帯に位置する小惑星。高知県芸西村の芸西観測所で関勉が発見した。
発見者の母校の高知市立第四小学校から命名された。